# Weirouge
Weirouge — назва сорту в культурі яблука (Malus domestica). Ідентичний з російським сортом Мічуріна 1915 «червона луна».
Сорт має червону шкірку і її повністю червону м'якоть. Інтенсивне червоне забарвлення викликане надзвичайно високим вмістом антоціанів. М'якоть залишається червоною навіть після обробки. Сік також червоного кольору. Має низький вміст цукрів. Крім плодів, квітки, листя і кора також червоні.
Плоди дозрівають приблизно в кінці серпня.
Сорт дуже стійкий до хвороб, таких як парша яблуні.
Баварський центр фруктів у Hallbergmoos схрестив Weirouge і Kreuzung, який підходить для вживання. Цей сорт носить ім'я Baya Маріса.